# Opel Kadett City
La Opel Kadett City è un'autovettura del segmento C prodotta tra il 1975 ed il 1979 dalla casa automobilistica tedesca Opel.

## Profilo e contesto

### Genesi, sviluppo e debutto
La Opel Kadett City (Vauxhall Chevette sui mercati anglosassoni ma anche in Svizzera) è la versione due volumi e 3 porte della Kadett C, ottenuta a partire dal pianale della versione Caravan mediante l'accorciamento della sezione posteriore a sbalzo dell'asse di trazione. In Italia ne furono importati solo alcuni allestimenti: il cambio manuale era riservato alla versione con il motore da 993 cm³ di cilindrata, mentre il cambio automatico a convertitore 3 marce della GM era disponibile solo sulla versione 1.2 (1196 cm³).
Questa variante del progetto Kadett C fu pensata dalla GM-Opel per cercare di contrastare le proposte dei diretti concorrenti, tra i quali la Volkswagen con la neonata Golf di Giugiaro, che stavano spingendo il mercato delle vetture del segmento C in Europa verso la più moderna e funzionale soluzione a due volumi, già adottata con successo nel segmento B, come nel caso della Fiat 127 e della Ford Fiesta. Tra le concorrenti europee La Kadett C fu l'ultima ad adottare la trazione posteriore (l'ultima trazione posteriore in assoluto del segmento C fu la Hyundai Pony, prima dell'arrivo, dieci anni dopo la sua uscita definitiva di produzione, della BMW Serie 1).

### Tecnica, meccanica e allestimenti
Con i suoi 3893-3920 mm di lunghezza totale era decisamente più corta rispetto alle Kadett C berlina e Caravan da cui derivava, cosa che, come detto, le consentì di rivaleggiare con le vetture del segmento immediatamente inferiore a quello cui strettamente apparteneva e di affermarsi con discreto successo come prima auto per chi cercava una linea pratica e giovanile.

La Kadett City montava un motore a 4 cilindri, nelle versioni da 993 cm³ e 1196 cm³, soprattutto il primo strettamente derivato da quello montato già sulle primissime Kadett del 1962. Il propulsore, montato longitudinalmente, era interamente in ghisa, adottava tre soli supporti di banco, aveva distribuzione a catena con albero a camme laterale che comandava, tramite aste, una coppia di bilancieri a registrazione meccanica per ciascun cilindro. In Italia i due propulsori furono importati solo in versione "S", con rapporto di compressione idoneo all'utilizzo della benzina "Super" con numero ottanico pari a 98; le due versioni erogavano, nell'ordine, 48 CV e 60 CV misurati a norma DIN, sufficienti per spingere la vettura, rispettivamente, a 130 km/h e oltre 135 km/h di velocità massima.

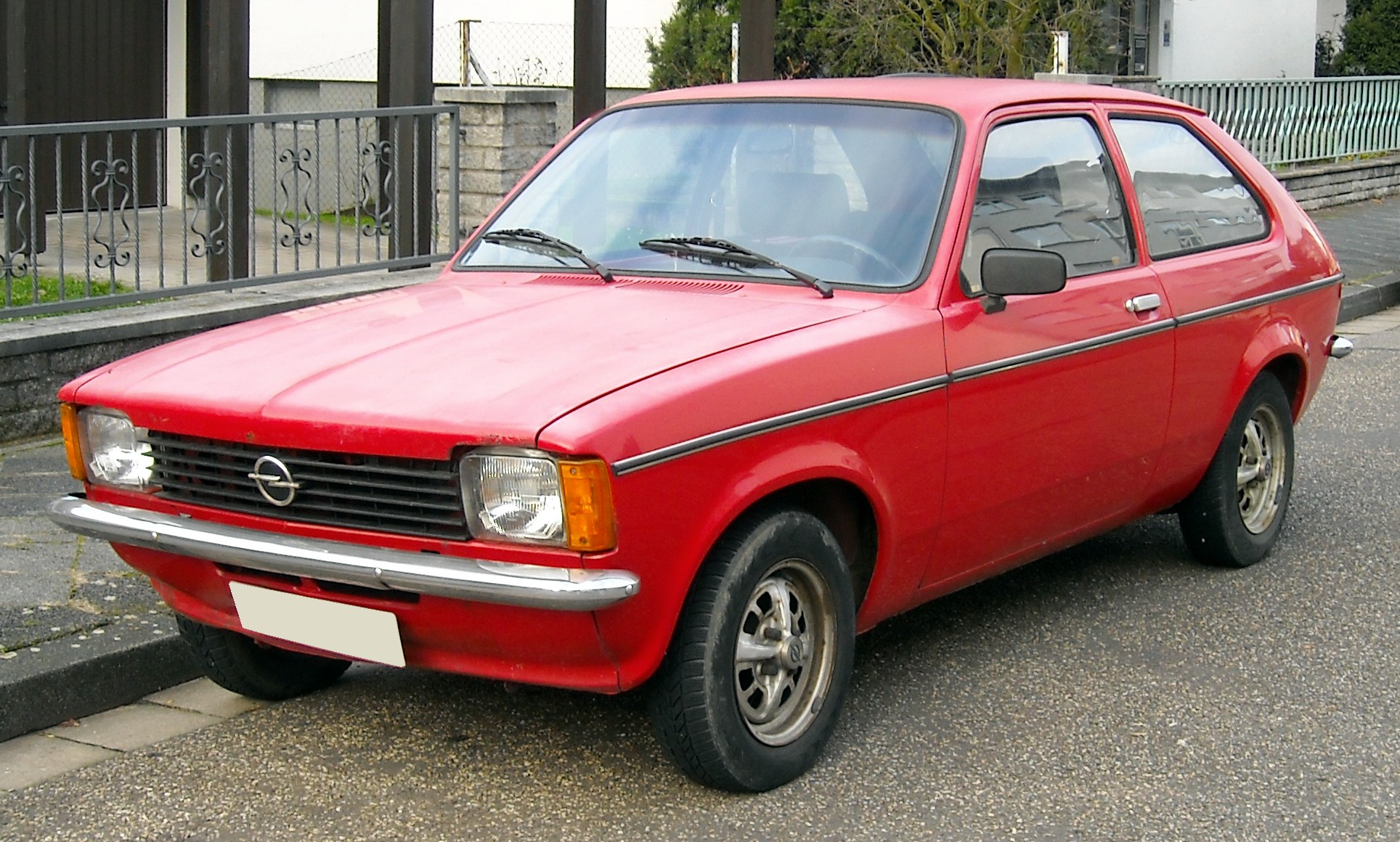
Kadett City restyling 1977

In altri mercati erano proposte anche le varianti per benzina "Normal", progettati per una richiesta ottanica inferiore grazie alla riduzione del rapporto di compressione ottenuta montando pistoni dotati di apposita cava, contrassegnati dalla sigla "N": in tal caso i due propulsori erogavano rispettivamente 40 CV e 52 CV. Inoltre era disponibile anche in versione 1.6 litri con 75 CV di potenza massima, introdotto nel 1977, che consentiva alla City di raggiungere i 157 km/h di velocità massima.

### Restyling 1977
Nel 1977, la Kadett City beneficiò degli aggiornamenti esterni ed interni del restyling della Kadett C, mentre nel 1979 fu tolta di produzione assieme al resto della gamma Kadett C.
La soluzione a due volumi, ritenuta vincente, fu adottata da Opel per la successiva Kadett D, che fu anche la prima Opel ad adottare il motore trasversale e la trazione anteriore.